# Popești-Leordeni
Popești-Leordeni es una ciudad con estatus de oraș de Rumania ubicada en el distrito de Ilfov.
Según el censo de 2011, tiene 21 895 habitantes, mientras que en el censo de 2002 tenía 15 115 habitantes. La mayoría de la población es de etnia rumana (88,89 %).
La mayoría de los habitantes son cristianos de la Iglesia Ortodoxa Rumana (65,99 %), con una importante minoría de católicos latinos (22,11 %).
Se conoce la existencia de la localidad de Popești en documentos de los siglos XVI y XVII. A finales del siglo XIX, había en el territorio de la actual ciudad dos comunas llamadas Popești-Conduratu y Leurdeni, que en 1873 se fusionaron para dar lugar a la comuna de Popești-Leordeni. Entre 1950 y 1968 y entre 1981 y 1997 estuvo integrada dentro del territorio de la capital nacional Bucarest. Adquirió estatus urbano en 2004.
Se ubica en la periferia suroriental de la capital nacional Bucarest, en la salida de la capital por la carretera 4 que lleva a Oltenița.